# Нидсяяха
Нидсяяха (устар. Нидся-Яха) — река в России, протекает по Ямало-Ненецкому АО. Устье реки находится в 2 км по левому берегу реки Малый Ямсовей. Длина реки составляет 15 км.

## Данные водного реестра
По данным государственного водного реестра России относится к Нижнеобскому бассейновому округу, водохозяйственный участок реки — Пур. Речной бассейн реки — Пур.
Код объекта в государственном водном реестре — 15040000112115300060022.